# Sävsjö IBK
Sävsjö IBK är en innebandyklubb som kommer från Sävsjö i centrala Småland.
Sävsjö IBK:s förstalag spelar säsongen 2021/2022 i division 2, medan andralaget höll till i division 3. 
Damernas förstalag spelar i 1 medan andralaget i division.2.      